# Gymnocheta viridis
Gymnocheta viridis là một loài ruồi trong họ Tachinidae.